# The Sound of Revenge
The Sound of Revenge é o álbum do cantor de rap americano Chamillionaire. O álbum foi produzido por Scott Storch, Mannie Fresh, Play-N-Skillz, Cool and Dre e outros produtores. Foi lançado em 22 de Novembro de 2005 pelas gravadoras Chamillitary Entertainment e Universal Music.

## Faixas
| #  | Faixas                         | Produtor(es)     | Participações             | Tempo |
| -- | ------------------------------ | ---------------- | ------------------------- | ----- |
| 1  | "The Sound of Revenge (Intro)" | The Beat Bullies |                           | 3:18  |
| 2  | "In the Trunk"                 | Mannie Fresh     |                           | 4:38  |
| 3  | "Turn It Up"                   | Scott Storch     | Lil' Flip                 | 4:34  |
| 4  | "Ridin'"                       | Play-N-Skillz    | Krayzie Bone              | 4;31  |
| 5  | "No Snitchin'"                 | Cool and Dre     | Bun B                     | 4:32  |
| 6  | "Southern Takeover"            | The Beat Bullies | Killer Mike & Pastor Troy | 5:17  |
| 7  | "Radio Interruption"           | The Beat Bullies |                           | 3:27  |
| 8  | "Frontin' "                    | Happy Perez      |                           | 4:10  |
| 9  | "Grown and Sexy"               | The Beat Bullies |                           | 4:03  |
| 10 | "Think I'm Crazy"              | The Beat Bullies | Natalie Alvarado          | 5:03  |
| 11 | "Rain"                         | Sol Messiah      | Scarface & Billy Cook     | 5:11  |
| 12 | "Picture Perfect"              | Sol Messiah      | Bun B                     | 4:48  |
| 13 | "Fly as the Sky"               | Mannie Fresh     | Lil' Wayne & Rasaq        | 4:58  |
| 14 | "Peepin' Me"                   | The Beat Bullies |                           | 4:21  |
| 15 | "Void in My Life"              | Twinzbeatz       |                           | 4:40  |
| 16 | "Outro"                        | Sean Blaze       |                           | 3:09  |

### Faixas bônus
1. "Turn It Up (Remix) (Prod. Scott Storch)" (feat. E.S.G., Lil' O, & Big Hawk) – 5:08
2. "Grind Time (Prod. Da Riffs)" – 3:24
3. "Rider (Prod. Happy Perez)" – 4:01
4. "Hate in Ya Eyes (Prod. Cool & Dre)" – 3:40
5. "Bad Guy (Prod. Twinzbeatz / Thundertrax)" – 3:55